# 无指盘臭蛙
无指盘臭蛙（学名：Rana grahami）为蛙科蛙属的两栖动物，是中国的特有物种。分布于四川省、贵州省、云南省等地，常生活于中小山溪内植物茂盛以及阴暗潮湿处。其生存的海拔范围为720至3200米。该物种的模式产地在昆明。